# Гимназия В. П. Екимецкой
Частная гимназия Веры Павловны Екимецкой (1901—1917) была преобразована из училища в 1901 году и стала второй женской гимназией Рязани. В настоящее время в здании гимназии находится средняя школа № 1 им. В. П. Екимецкой.

## История
Долгое время в Рязани существовала только Мариинская женская гимназия Ведомства императрицы Марии. В конце 1894 года дочь земского врача П. Н. Екимецкого Вера Павловна Екимецкая открыла частное женское училище первого разряда на Астраханской улице. Катастрофическая нехватка мест в Мариинской гимназии позволила ей добиться преобразования 23 сентября 1901 года её училища в частную женскую гимназию, которая вскоре получила статус министерской. В гимназии было три отделения приготовительного класса, семь основных классов, а с 1902 года — восьмой педагогический класс.
Первоначально, до 1908 года, Екимецкая арендовала для учебного заведения второй этаж дома рязанских купцов Шульгиных на Почтовой улице (ныне — дом 61). Строительство собственного здания на Мясницкой улице началось в 1904 году. Часть средств на постройку здания была выделена братьями Василием и Николаем Шульгиными, другая часть была получена от продажи небольшого имения Екимецкой под Рязанью, доставшейся ей в наследство от дяди Василия Николаевича. Руководил строительством губернский архитектор Михаил Александрович Бергер. Трёхэтажное здание имело большие кабинеты, высокие потолки, широкие лестницы, прекрасно оборудованный по тем временам физический класс, двусветный гимнастический зал, водяное отопление; для изучения звёздного неба на крыше здания была построена небольшая обсерватория. Первоначально главный корпус был короче, в 1910 году к нему была сделана пристройка.
В 1908 году здесь преподавали 35 учителей. Преподавались: русский, французский и немецкий языки, закон Божий, чистописание и рукоделие, география и русская история, язык, математика, физика, арифметика, пение, естествознание. В гимназии обучались девочки всех сословий: потомственных дворян — 151, дочерей личных дворян и чиновников — 71, из духовного звания — 30, дочерей почтенных граждан и купцов — 104, дочерей мещан и цеховых — 157, дочерей крестьян — 150. Обучение было платным, но в каждом классе выделялось несколько бесплатных мест для учениц из малоимущих семей.
В 1910 году в гимназии было 697 учащихся, имелось 3 приготовительных класса.
В гимназии по совместительству работал Павел Викторович Шульгин, который учился на медицинском факультете Московского университета вместе с Антоном Чеховым.
Воспитанниц гимназии называли «екиманки», по аналогии с «мариинками» и «епархиалками» — учащимися других женских учебных заведений Рязани. В числе выпускниц гимназии были: Вера Варсанофьева (1907), Наталья Лебедева (1914),Екатерина Хлуденева (1904—1908, золотая медаль), Софья Магарилл (1917); в гимназии училась секретарь А. И. Солженицына Анна Михайловна Гарасева.
В конце 1917 года гимназия была закрыта, а с 1918 по 1934 год в здании находилась школа им. М. Горького. В. П. Екимецкая была арестована; после освобождения из тюрьмы, которая была на территории Казанского женского монастыря вернулась к педагогической деятельности — работала в Кирицком сельскохозяйственном техникуме, располагавшемся на территории бывшей усадьбы фон Дервиза.

## Биография В. П. Екимецкой
1. ↑  В. П. Екимецкая родилась 8 (20) ноября 1865 года в Данкове Рязанской губернии в семье Павла Николаевича и Евгении Павловны Екимецких. П. Н. Екимецкий родился 2 (14) декабря 1834 года в Скопине в семье учителя Скописнкого уездного училища, коллежского асессора Николая Петровича Екимецкого. Окончил Спасское начальное училище и Рязанскую мужскую гимназию с серебряной медалью и правом поступления в университет без экзамена. В 1854—1859 годах учился на медицинском факультете Московского университета, был земским врачом, в 1861—1868 годах — городовым врачом Данкова, в 1868—1875 годах — ординатором рязанской губернской больницы, в 1876—1877 годах — вольнопрактикующим врачом, в 1878—1881 годах — младшим врачом полка (в Рязани), в 1886—1895 годах — врачом Рязанской уездной больницы, в 1896—1903 годах — старшим врачом Рязанской уездной больницы, одновременно являясь врачом Рязанской духовной семинарии. Во время русско-турецкой войны 1877—1878 гг. работал в санитарном поезде. Был одним из учредителей «Общества рязанских врачей» (1874) и его президентом в 1881—1884 и 1890—1897 годах. В 1903 году вышел в отставку. Умер в Рязани 7 (20) сентября 1905 года. Имел старшего брата, Василия (1829—1898) — действительного статского советника (с 1895), директора народных училищ Владимирской губернии (см. Провинциальный некрополь Архивная копия от 28 января 2023 на Wayback Machine и Биографическую справку Архивная копия от 28 января 2023 на Wayback Machine).
Вера Павловна Екимецкая окончила Рязанскую Мариинскую гимназию и Московские высшие женские курсы. Занималась большой общественной работой: состояла в Конституционно-демократической партии, Рязанской городской комиссии по устройству разумных развлечений для детей и Рязанского литературно-художественного кружка. После революции, в 1918 году жила в Твери, затем служила в Рязанском союзе потребительских обществ. В ноябре 1918 года была арестована губернским ЧК, в 1919 году находилась в «Рязанском губернском лагере принудительных работ» как «директорша частной гимназии, состоящая в Партии народной свободы». После освобождения работала в Кирицком сельскохозяйственном техникуме, располагавшемся на территории бывшей усадьбы фон Дервиза. Умерла в 1943 году.

## Архивная литература
- Архив рязанской области Ф. 606 (1901—1918) — Государственный архив рязанской области. Путеводитель. — Рязань: Рязанское книжное издательство, 1959.